# 中華民國—加拿大關係
中華民國與加拿大於1913—1970年有官方外交關係，斷交後至1980年代，在對方首都互設具大使館功能的代表機構。

## 政治

### 外交

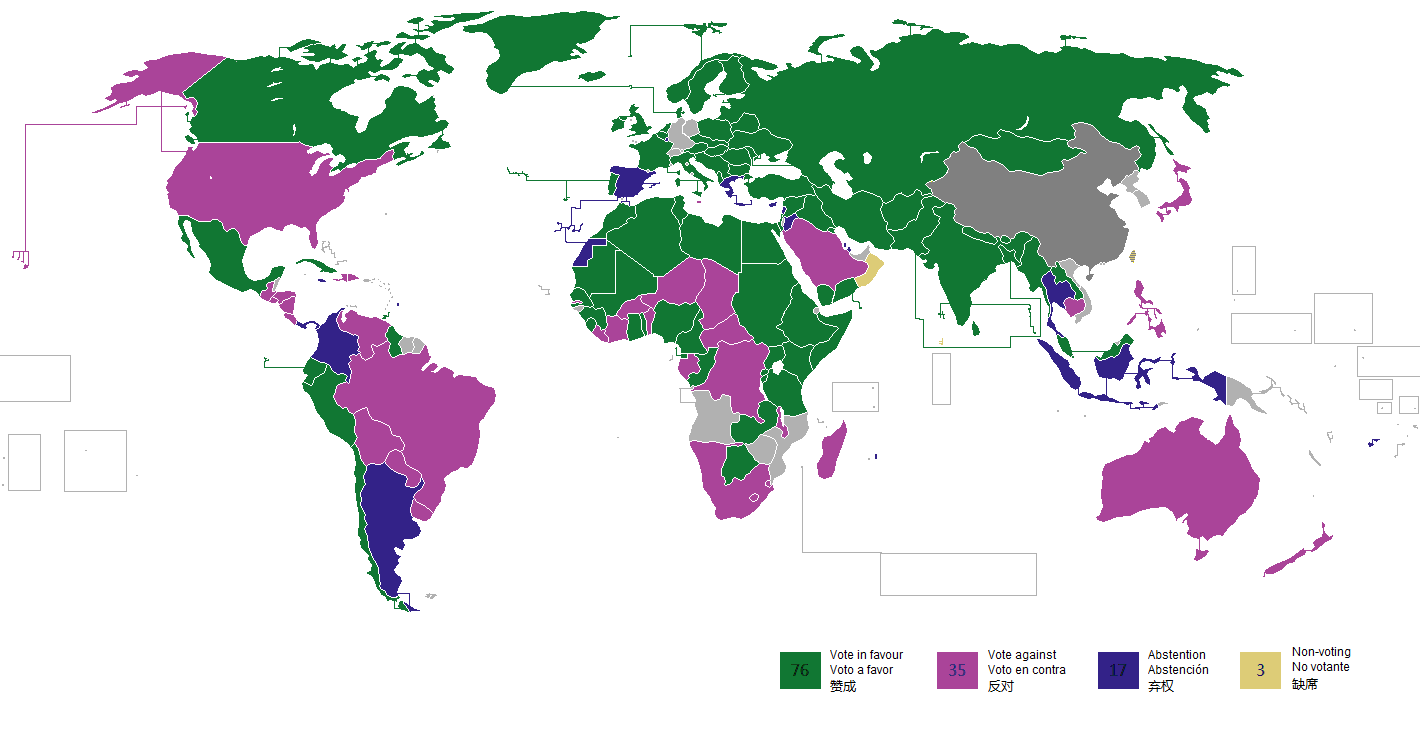
綠色國家表示在1971年的投票中反對中華民國續留聯合國，即《聯合國大會2758號決議》，其中包括加拿大。

1913年，中華民國繼承清朝政府於光緒卅四年（1908年）在英屬北美設立的總領事館，更名為中華民國駐坎拿大總領事館。1931年，頒布《西敏法令》，加拿大成為獨立自治領。1932年6月14日，駐坎拿大總領事館更名為駐奧太瓦總領事館。加拿大則未設駐華使節，在華事務由英國駐華大使負責。
1941年8月29日，兩國建立公使級外交關係，並商定互派公使。
1942年，於首都渥太華設立中華民國駐加拿大公使館；於首都重慶設立加拿大駐中華民國公使館，中華民國駐奧太瓦總領事館關閉。
1943年12月11日，兩國升格為大使級外交關係。
1944年2月17日，中華民國公使館升格為大使館；1944年3月，加拿大公使館升格為大使館，並互派大使。
1945年，中国抗日战争結束後，中華民國還都南京。1946年，加拿大將大使館遷至南京。
1947年8月20日，加拿大軍事代表團自日本到南京。:8399
1949年，中華民國政府遷台後，加拿大仍與中華民國維持邦交，但大使館沒有在臺北復館，亦未派駐大使。
1967年10月6日，行政院副院長黃少谷代表總統蔣中正赴加拿大訪問；9日，與加國總理皮爾遜（Lester Bowles Pearson）會商兩國加強合作問題；17日，返回臺灣。:742。
1968年7月16日，駐加拿大大使薛毓麒遞交備忘錄，對加國有承認中共意圖表示關切；1969年2月10日，對加國與中共進行建交接觸，再提抗議。:756
1970年10月13日，加拿大與中華人民共和國建交，並與中華民國斷交，15日，關閉大使館。
1971年10月25日，加拿大投票反對中華民國續留聯合國，即《聯合國大會2758號決議》。
1976年7月，加拿大蒙特婁舉行第二十一屆夏季奧林匹克運動會，然而賽前加拿大政府禁止中華民國代表團以其國旗國號入境參加，要求改名為「台灣」，在溝通無效後中華民國代表團於7月16日宣布退出該屆奧運會。
1997年11月，亞太經濟合作會議領導人非正式會議在加拿大溫哥華舉辦，加拿大在會前派遣特使向中華民國總統李登輝呈遞總理克瑞強的邀請函，但由於政治因素無法實際參與，後指派總統府資政辜振甫為代表。
2019年5月，加拿大外交部在Twitter發文表示，恭喜台灣人民成為同性婚姻合法化的亞洲首例。
2020年1月，中華民國總統與立委選舉結束後，加拿大外交部在Twitter發文表示「加拿大祝賀臺灣人民最近的選舉。民主、人權和法治作為社會的基石，將繼續在加強我們廣泛的民間、貿易和投資關係方面發揮重要作用。」
2021年4月2日，臺灣太魯閣號列車發生事故，造成重大傷亡，加拿大外交部表示哀悼。
2022年8月3日，七大工業國組織外長與欧盟外交与安全政策高级代表針對美國聯邦眾議院議長裴洛西訪台的兩岸局勢發表聯合聲明，重申該組織維護台海和平穩定的立場，呼籲中國勿以武力片面改變現狀，同時提到各成員國的「一中政策」與「對台立場」沒有改變，並鼓勵各方保持暢通的溝通管道以防誤解發生。
2024年4月3日，臺灣東部發生大地震，加拿大總理杜魯道表示「加拿大已經準備好提供支援，並已經與臺灣官方接觸。」

#### 七大工業國組織領袖會議關於兩岸議題
2021年6月、2022年6月、2023年5月、2024年6月、2025年6月，七大工業國組織分別在英國、德國、日本、義大利、加拿大召開領袖會議，會後發布的《聯合公報》皆強調台灣海峽和平穩定的重要性，呼籲以和平方式解決兩岸問題。

#### 支持中華民國參與國際組織以及臺海和平
加拿大國會與政府部門多次支持台灣有意義參與世界衛生組織（WHO）。
2003年4月、2006年5月，下議院外交暨國際發展委員會支持台灣以觀察員身分參與WHO。
2004年5月，加拿大在世界衛生大會（WHA）發言呼籲WHO應與台灣加強互動關係。
2007年5月，衛生部長甘禮民首度在WHA發言支持台灣有意義參與WHO活動。
2009年5月，對於台灣獲邀成為WHA觀察員，外交部長坎農表示，加拿大政府一向支持臺灣有意義參與國際衛生事務，認為在國際傳染性疾病快速散播之際，臺灣獲邀以觀察員身分出席WHA深具意義。
2017年5月、2019年4月，對於台灣再次無法參與WHA，外交部長方慧蘭在國會表示支持臺灣參與WHO等國際組織。
2018年5月，外交部國會事務代理人表示，加拿大必將持續支持臺灣有意義參與國際多邊論壇，臺灣的參與可為全球公共利益做出重要貢獻，對臺灣未獲邀感到失望。
2020年1月，加拿大總理杜魯多在國會表示支持台灣成為WHO觀察員。4月，加拿大副總理方慧蘭在國會表示支持台灣成為WHA觀察員。5月，在美國與日本領銜下，加拿大、英國、法國、德國、澳洲與紐西蘭駐日內瓦聯合國大使，向WHO對外關係執行主任艾里森與首席法律顧問索羅門（Steven Solomon）發出外交照會，敦促接納台灣成為WHA觀察員。
2021年5月，七大工業國組織在英國召開外長會議，會後發布的《聯合公報》首次直接提到臺灣，表示「我們支持臺灣有意義參與WHO活動與WHA，國際社群要能從所有夥伴獲利，包括臺灣抗疫成果」、「我們強調臺海和平與穩定的重要性，鼓勵以和平方式解決兩岸問題」。
2022年5月，七大工業國組織在德國召開外長會議，會後發布的《聯合公報》強調台海和平穩定的重要性，鼓勵和平解決兩岸爭端，並支持台灣有意義參與WHA及WHO的技術會議。
2023年4月，七大工業國組織在日本召開外長會議，會後發布的《聯合公報》表示「我們重申台灣海峽和平穩定是國際社會安全與繁榮不可或缺的重要因素，敦促兩岸問題和平解決。G7成員在台灣問題上的基本立場（包括所表明的「一個中國」政策）並未改變。」對於台灣參與國際組織，則強調「我們支持台灣有意義地參與國際組織，包括WHA和WHO技術會議，國際社會應從所有夥伴的經驗中受益。」「如果國家性質並非必要條件，則做為正式成員參加；若國籍為必要條件，則以觀察員或來賓身分參與。」5月，加拿大駐台北貿易辦事處、澳洲辦事處、英國在台辦事處、捷克經濟文化辦事處、德國在台協會、日本台灣交流協會、立陶宛貿易代表處、美國在台協會發佈聯合新聞稿，支持台灣有意義地參與WHO，並以觀察員身分參與WHA。
2024年4月，七大工業國組織在義大利召開外長會議，會後發布的《共同聲明》表示，台海和平穩定對國際社會的安全與繁榮不可或缺，呼籲兩岸議題必須用和平方式解決。G7成員支持台灣以觀察員、或來賓的身分，有意義參與非以國家身分為前提的國際組織，包括WHA與WHO技術會議。聲明另指出，G7成員對台灣的基本立場沒有改變，包括現行的「一中」政策。5月，加拿大駐台北貿易辦事處、澳洲辦事處、英國在台辦事處、捷克經濟文化辦事處、德國在台協會、日本台灣交流協會、立陶宛貿易代表處、美國在台協會發佈聯合新聞稿，支持台灣有意義地參與WHO，並以觀察員身分參與WHA。6月，G7在義大利召開領袖會議，會後發布的《聯合公報》重申此一立場。11月，加拿大下議院全院無異議通過動議，將繼續支持台灣有意義參與國際組織，以及《聯合國大會第2758號決議》並未確立中華人民共和國對台主權，也未決定台灣未來或在聯合國機構、國際組織的參與。
2025年3月，七大工業國組織在加拿大召開外長會議，會後發布的《聯合聲明》表示，G7成員強調維護台海和平穩定的重要性，鼓勵和平解決兩岸問題，並重申反對任何單方面透過武力或脅迫改變現狀的企圖，也支持台灣有意義參與適當的國際組織。在《關於海上安全與繁榮宣言》中，亦重申對台基本政策不變，強調台海和平穩定對國際安全與繁榮至關重要。與先前聲明不同的是，這次提到台灣時，未提及「一個中國」政策。5月，加拿大首席公共衛生官譚詠詩在WHA表示「支持台灣以觀察員身分參與。」加拿大駐台北貿易辦事處、澳洲辦事處、英國在台辦事處、捷克經濟文化辦事處、德國在台協會、法國在台協會、日本台灣交流協會、立陶宛貿易代表處亦發佈聯合新聞稿，重申支持台灣的參與。6月，「歐盟—加拿大峰會」於會後發布《聯合聲明》，重申維護印太地區，包括东海、南海以及台灣海峽的和平與穩定是雙方的共同利益。

#### 加拿大軍艦通過台灣海峽
| 日期           | 種類                                 | 備註          |
| -------------- | ------------------------------------ | ------------- |
| 2018年10月     | 卡加利號巡防艦                       | [ 46 ]        |
| 2019年6月17日  | 里賈納號巡防艦、阿斯特里克斯號補給艦 | [ 47 ] [ 48 ] |
| 2019年9月10日  | 渥太華號巡防艦                       | [ 49 ]        |
| 2020年10月2日  |                         | [ 50 ]        |
| 2021年10月14日 |                                      | [ 註 4 ]      |
| 2022年9月20日  | 溫哥華號巡防艦                       | [ 註 5 ]      |
| 2023年6月3日   | 蒙特婁號巡防艦                       | [ 註 6 ]      |
| 2023年9月9日   | 渥太華號巡防艦                       | [ 註 7 ]      |
| 2023年11月1日  | 渥太華號巡防艦                       | [ 註 8 ]      |
| 2024年7月31日  | 蒙特婁號巡防艦                       | [ 56 ]        |
| 2024年10月20日 | 溫哥華號巡防艦                       | [ 註 9 ]      |
| 2025年2月16日  | 渥太華號巡防艦                       | [ 58 ]        |

#### 人員互訪（1994年至今）
僅列舉部分名單：
中華民國：總統夫人周美青、前總統蔡英文、前副總統連戰、總統府資政辜振甫、吳伯雄、姚嘉文、中央研究院長翁啟惠、立法院副院長曾永權、司法院副院長城仲模、考試院長許水德、姚嘉文、考試院副院長關中、吳容明、政務委員馬英九、郭婉容、楊世緘、林逢慶、張進福、蔣丙煌、交通部長蔡兆陽、林豐正、林陵三、教育部長吳京、經濟部長王志剛、財政部長邱正雄、法務部長陳定南、文化部長龍應台、科技部長陳良基、銓敘部長邱進益、吳容明、考選部長董保成、外交部政務次長高英茂、外交部常務次長張小月、審計部審計長蘇振平、調查局長王光宇、國際貿易局長林義夫、疾病管制局長郭旭崧、警政署長侯友宜、衛生署長侯勝茂、環境保護署長張隆盛、蔡勳雄、林俊義、張祖恩、僑務委員會委員長祝基瀅、焦仁和、張富美、吳英毅、陳士魁、吳新興、勞工委員會主任委員陳菊、農業委員會主任委員范振宗、客家委員會主任委員李永得、原子能委員會主任委員胡錦標、原住民族委員會主任委員華加志、尤哈尼、陳建年、夷將、林江義、國家科學委員會主任委員魏哲和、李羅權、朱敬一、青年輔導委員會主任委員李紀珠、經濟建設委員會主任委員江丙坤、文化建設委員會主任委員陳其南、翁金珠、金融監督管理委員會主任委員陳樹、退除役官兵輔導委員會主任委員楊亭雲、公務人員保障暨培訓委員會主任委員蔡璧煌、台北市長馬英九、高雄市長吳敦義、台北市議會議長陳健治、國立成功大學校長蘇慧貞。
加拿大：下議院副議長喬高、下議院工業科學暨技術委員會主席韋蘭、下議院國際貿易委員會主席史葛洛、工業部長曼里、工業部次長林曲（Kevin Lynch）、國際貿易部長艾格頓、外交暨國際貿易部次長陳卓愉、農業部次長愛德華茲、前外交部長艾斯威西、前國防部長楊道格、審計長鐵樹德、投資局長塔波（Paul Thoppil）、政風署長威爾遜（Howard R. Wilson）、食品檢驗署長費登、國庫委員會國會事務次長傑克森、自然科學暨工程研究委員會主任委員平托、人權委員會主席瑞恩西（Michelle Falardeau-Ramsay）、國家研究委員會主席卡提、哥倫布（Pierre Coulombe）、麥道高、國家科學顧問卡提、安大略省長李博、愛德華王子島省長季茲、英屬哥倫比亞副省長米勒、渥太華市長何姿蔓、華森、大溫哥華管理局理事會主席穆爾（Greg Moore）、溫哥華市長李健堡、溫哥華代理市長雷建華、艾德蒙頓市長史密斯、溫尼伯市長簡萬里、卡茨、伯靈頓市長麥凱塞克、萬錦市長高鴻思、卑詩大學校長史壯偉、派珀、多倫多大學校長皮理察、維多利亞大學校長史壯（David Strong）、西門菲莎大學校長、亞伯達大學校長菲沙、卡加利大學校長懷特、皇家藝術人文暨科學院長葛恩冬（Yvan Guindon）。

### 代表機構
1986年12月25日，加拿大政府於首都臺北設立具大使館功能的加拿大駐台北貿易辦事處處理領事事務。1995年9月，另設高雄分處，但無核發簽證功能。目前已關閉。
1991年1月8日，中華民國政府於第1大城設立類似功能的臺北經濟文化辦事處多倫多總處（駐加拿大代表處）。同年4月，於第3大城設立駐溫哥華辦事處。1992年7月，於首都設立駐渥太華辦事處。1993年8月3日，駐加拿大代表處由多倫多移駐渥太華，更名為駐加拿大台北經濟文化代表處，並改設駐多倫多辦事處。2023年12月4日，於第2大城亦是法語區設立駐蒙特婁辦事處。

#### 事件
2018年6月，因中華人民共和國的施壓，加拿大航空在官網將台灣改列為中國的一部分。對此，加拿大駐台代表馬禮安（Mario Ste-Marie）表示，加拿大政府反對中國對加拿大企業施壓，加航的做法是商業決定，政府不會介入。加國政府的一中政策很清楚，即是「認知到」中華人民共和國是中國唯一的合法政府，在台灣議題上，加拿大「注意到」（take note of）中國對台灣的主張，但不背書或反對。至於兩岸關係，馬禮安則說，加拿大支持維持現狀。
2018年7月，加拿大邊境服務局（CBSA）宣布将台湾列入反倾销调查，但是在发布的新聞稿以中华台北（Chinese Taipei）称呼，而非加拿大政府慣用的台湾（Taiwan）。驻加拿大代表陳文儀对此表示关切，加拿大外交部回應「加拿大長期以來的對台政策和台灣地位，不會因為CBSA發布的新聞稿而有任何改變。」加拿大前駐台北代表、前駐北京大使馬大維（David Mulroney）則表示，對經濟議題，使用Taiwan絕對恰當，改成Chinese Taipei是走向錯誤方向。如果CBSA不是刻意的，有必要儘快更正，以維護政策的正確和延續。
2020年7月，中華民國總統蔡英文接見加拿大駐台代表芮喬丹（Jordan Reeves），就雙方關切的議題交換意見。但芮喬丹「全程」翹著二郎腿與蔡英文會談，引起失禮的議論；30日，前中華民國總統李登輝逝世，加拿大駐台北貿易辦事處發表聲明以示哀悼，肯定其在經濟與民主發展上的貢獻。
2022年9月，前加拿大駐中華人民共和國公使倪傑民（James Stafford Nickel）接任駐臺代表。

## 經濟

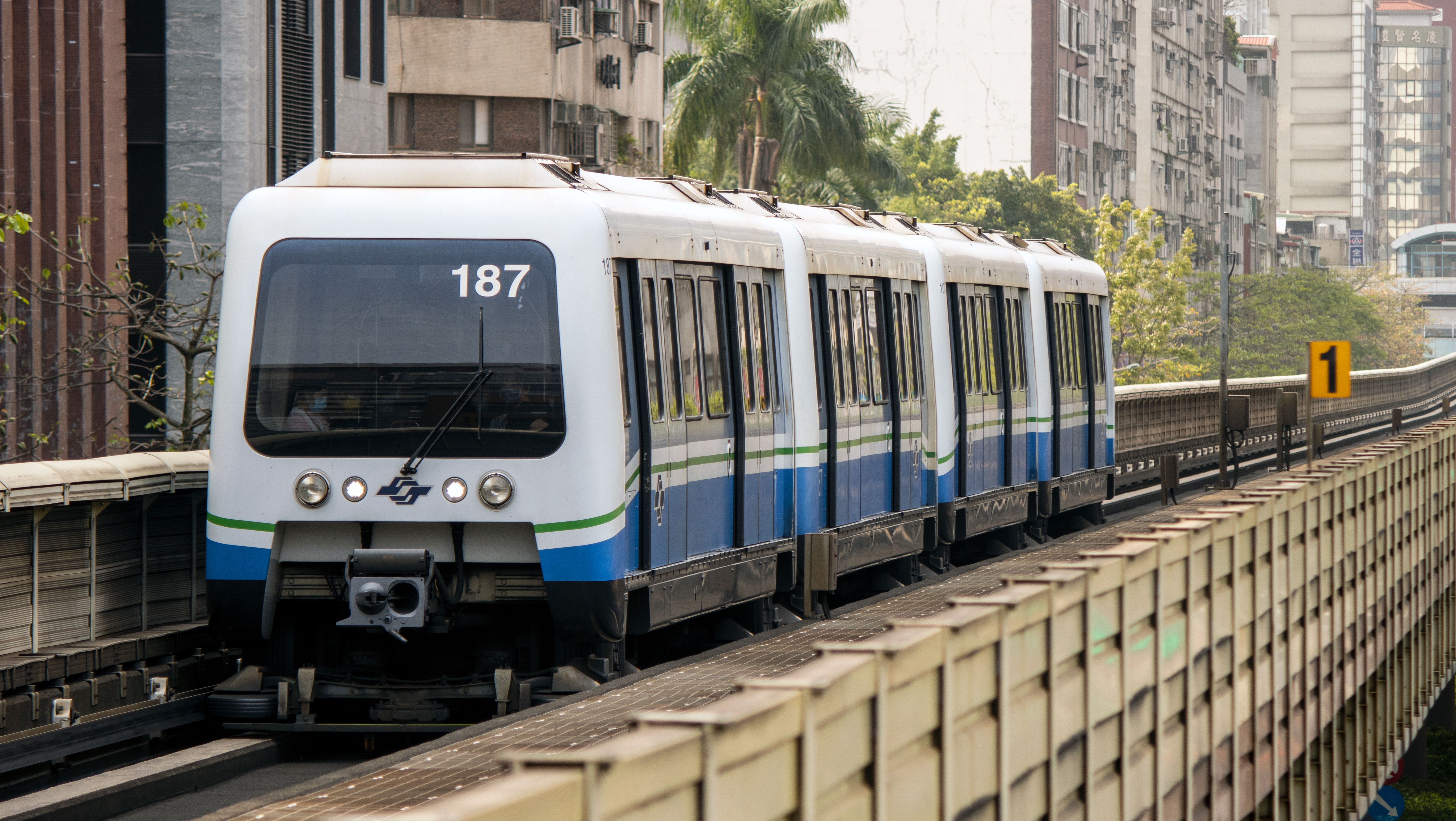
加拿大龐巴迪公司製造的臺北捷運文湖線車輛。

2023年3月30日，加拿大下議院加中特別關係委員會公布全名為「加拿大與臺灣：動盪時局中的堅定關係」（Canada and Taiwan: A Strong Relationship in Turbulent Times）之臺灣報告書共18項建議，加拿大政府於9月回應同意大部分建議內容。其中有關促進加臺貿易與投資關係如：支持原住民族經濟貿易合作協議（IPETCA）目標以促進雙方原住民族之經濟賦權、探索與臺灣半导体產業合作以強化加拿大創新之機會、與臺灣展開投資促進及保障協議（FIPA）正式談判程序、由國際貿易部長在臺灣簽署FIPA、將臺灣申請加入（CPTPP）之入會案列作優先評估、支持加拿大產業拓展包括臺灣之印太地區出口市場多元化。其中FIPA於2023年12月22日由駐臺與駐加代表在行政院經貿談判辦公室簽署。

### 貿易
中華民國對外貿易發展協會（外貿協會）於加拿大第1大城多倫多、第3大城溫哥華設立台灣貿易中心。經濟部國際貿易署則在首都渥太華設立駐加拿大代表處經濟組。
2022年，出口至加拿大自行車暨零組件的市場占有率（市占率）34.12%，是加拿大第1大進口夥伴；电动自行车市占率18.23%，是第2大進口夥伴；資通訊產品市占率5.57%，是第5大進口夥伴；汽車零組件市占率0.93%，是第8大進口夥伴；電子類產品市占率1.23%，是第9大進口夥伴；機械設備市占率0.87%，是第13大進口夥伴；航太產品暨零組件市占率0.61%，是第12大進口夥伴；醫療器材市占率1.12%，是第15大進口夥伴；食品市占率0.49%，是第26大進口夥伴。
| 年分 | 貿易總額      | 貿易總額 | 貿易總額 | 出口至加拿大  | 出口至加拿大 | 出口至加拿大 | 自加拿大進口  | 自加拿大進口 | 自加拿大進口 | 順逆差 |
| 年分 | 金額          | 年增減   | 排名     | 金額          | 年增減       | 排名         | 金額          | 年增減       | 排名         | 順逆差 |
| ---- | ------------- | -------- | -------- | ------------- | ------------ | ------------ | ------------- | ------------ | ------------ | ------ |
| 2017 | 3,824,348,671 | ▲16.8%   | 23       | 2,204,262,078 | ▲8.0%        | 18           | 1,620,086,593 | ▲31.3%       | 24           | 順差▼  |
| 2018 | 4,500,957,365 | ▲17.7%   | 23       | 2,538,614,213 | ▲15.2%       | 17           | 1,962,343,152 | ▲21.1%       | 24           | 順差▼  |
| 2019 | 4,200,161,861 | ▼6.7%    | 23       | 2,380,958,732 | ▼6.2%        | 18           | 1,819,203,129 | ▼7.3%        | 25           | 順差▼  |
| 2020 | 3,707,789,078 | ▼11.7%   | 24       | 2,170,825,144 | ▼8.8%        | 18           | 1,536,963,934 | ▼15.5%       | 26           | 順差▲  |
| 2021 | 5,369,543,805 | ▲44.8%   | 23       | 3,009,690,733 | ▲38.6%       | 18           | 2,359,853,072 | ▲53.5%       | 25           | 順差▲  |
| 2022 | 5,793,541,848 | ▲7.9%    | 24       | 3,301,260,902 | ▲9.7%        | 17           | 2,492,280,946 | ▲5.6%        | 25           | 順差▲  |
| 2023 | 4,629,898,792 | ▼20.1%   | 25       | 2,634,729,726 | ▼20.2%       | 19           | 1,995,169,066 | ▼19.9%       | 27           | 順差▼  |
| 2024 | 4,634,309,062 | ▲0.1%    | 24       | 2,606,713,658 | ▼1.1%        | 18           | 2,027,595,404 | ▲1.6%        | 28           | 順差▼  |

2023年的兩國貿易項目如下：
出口至加拿大的前10大項目為：鋼鐵製螺釘、螺栓、螺帽、螺旋鈎、車用螺釘、鉚釘、橫梢、開口梢、墊圈與類似製品；自動資料處理機、磁性或光學閱讀機；機動車輛所用之零件與附件；不鏽鋼扁軋製品；銀；集成电路；特定用途機器之零件與附件；經護面、鍍面或塗面之铁或非合金鋼扁軋製品；熱軋之鐵或非合金鋼扁軋製品；非動力之兩輪與其他自行車等。
自加拿大進口的前10大項目為：煤、煤磚、煤球與煤製類似固體燃料；醫藥製劑；鐵礦石及其精砂；豬肉；礦物或化學鉀肥；木材；未經塑性加工镍；積體電路；大豆；鐵屬廢料、重熔用廢鋼鐵鑄錠等。

### 投資
根據中華民國經濟部投資審議司統計，截至2024年2月，台商對加拿大的總投資金額約5.9億美元，共112件。另根據加拿大亚太基金会投資監測報告，2003年至今總投資金額約9億加拿大元。自1980年代中期以來，台商在加拿大投資經營規模擴大，涉入產業類別廣泛，特別是大溫哥華地區及大多倫多地區已成為台商在北美地區經營的重鎮之一。
台商主要集中於加拿大前3大城的多倫多、蒙特婁及溫哥華。主要經營行業包括電腦及其周邊設備、資訊服務、紡織、食品、禮品、電子及電氣產品、房地產、家具、餐飲、傳播媒體、貨運服務、金融服務及旅遊服務等。金融業有加拿大兆豐國際商業銀行（4家分行）、中國信託商業銀行（1家子行4家分行）、第一商業銀行（2家分行）、XREX（取得加拿大貨幣服務業務牌照）；交通運輸有中華航空、長榮航空、長榮海運、陽明海運等；製造業有能元科技（由和信集團、怡和財顧、東元電機、勤益紡織、等共同設立）、台積電（在渥太華設立研發設計中心）、杏輝藥廠、保瑞藥業、鷺島酒莊（是卑詩省第1大葡萄酒出口品牌）、Viva Pharmaceutical等；資訊業有宏碁（是臺灣在加拿大的最大品牌企業）、華碩、友達光電、趨勢科技、研華科技、威聯通科技、鴻海科技集團等；農業有（是加拿大西部最大的臺灣蝴蝶蘭供應商）、寶島蘭園等；貿易及經銷業有東元電機、正新輪胎、Tomcom  Link等；零售業有統一企業（1980年在溫哥華成立加拿大企業有限公司，2005年於多倫多成立六福食品有限公司，專門從事進口亞洲地區各項食品及日用品。1993年另與加拿大僑商共同成立大統華超級市場，為加拿大最大的亞洲生鮮超市，已開設24家分店）、國華臺灣食品公司（是加拿大唯一專營臺灣食品的進口商）等；新聞業則有聯合報系的世界日報。
根據中華民國經濟部投資審議司統計，截至2024年2月，加拿大在臺灣的總投資金額約20.8億美元，共1,399件。另根據加拿大亚太基金会投資監測報告，加拿大2021年對亞太地區投資中，臺灣排名第3，共28億加拿大元。2003年至今總投資金額則超過40億加拿大元。加拿大國際事務部於2018年在臺灣啟動「加拿大新創科技加速器計畫」，協助前往臺灣發展技術與商業合作，其中，加拿大北陸能源在彰化外海投資開發的海龍離岸風電計畫即是一例。

### 會議
目前舉辦的有：台加經貿對話會議，每年輪流在兩國首都臺北或渥太華舉行，至2023年已舉辦第19屆。台加農業合作會議，每2年輪流在臺北或渥太華舉行，至2023年已舉辦第15屆。以及亞太經濟合作會議（APEC）貿易部長會議期間舉辦的雙邊會談等。

### 臺商組織
目前成立的有：加拿大台灣商會聯合總會、多倫多台商會（Taiwan Entrepreneurs Society Taipei/Toronto，TESTT）、多倫多台灣商會（Taiwan Merchants Association of Toronto，TMA）、加拿大省台灣商會、蒙特婁／渥太華台灣商會、魁北克台灣工商文化協會、愛城台灣商會、亞省台灣商會、魁北克台灣青年專業協會、多倫多台灣青年專業協會、加拿大玉山科技協會等。

## 交流

### 僑民

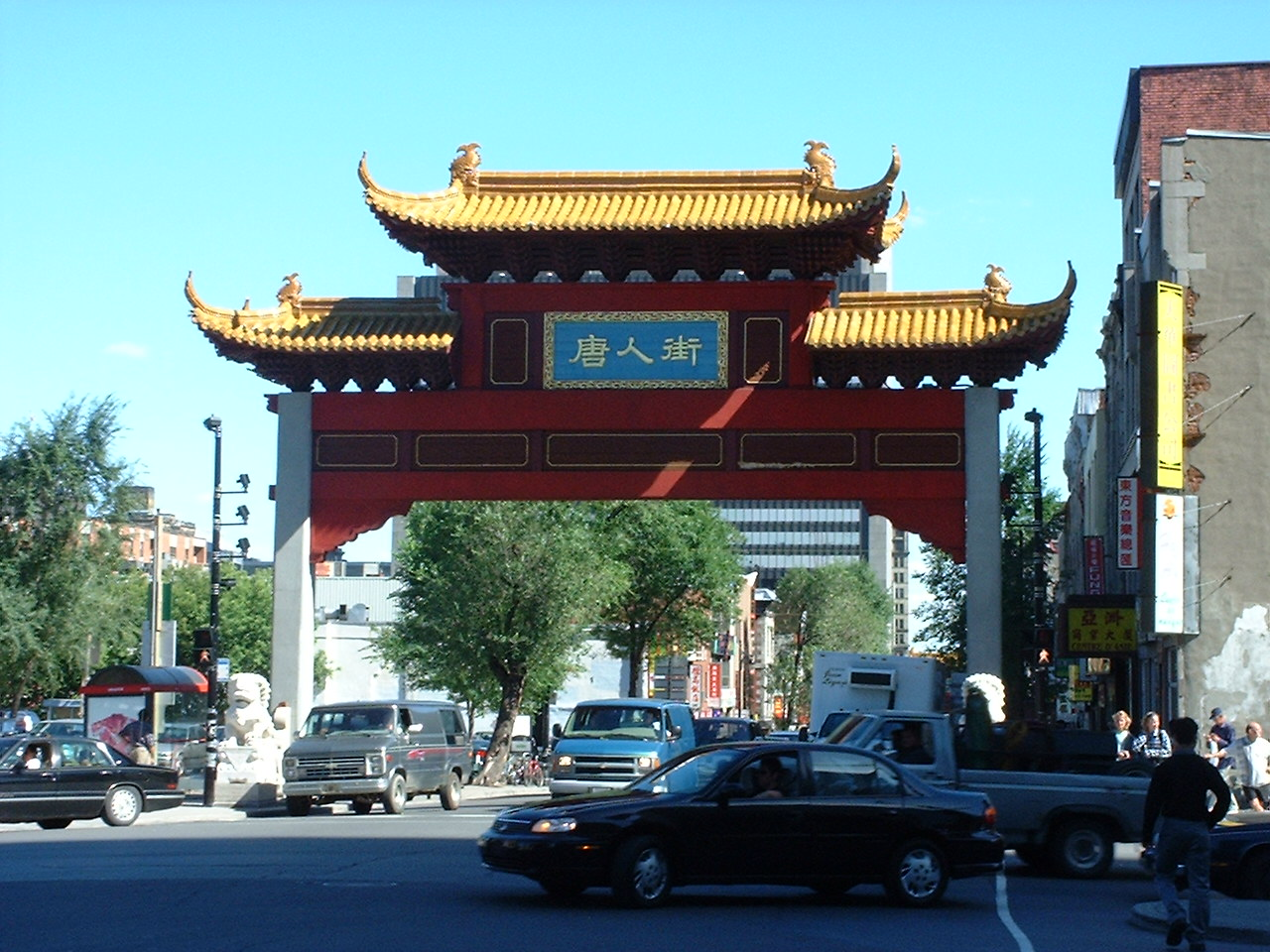
蒙特利尔唐人街

在建立中华民国之前，孙中山曾3次到过加拿大的温哥华。1911年1月，孙中山在温哥华唐人街冒雨演讲，感慨“人心如此，革命必成功矣”。1923年，加拿大總理威廉·莱昂·麦肯齐·金的自由党政府通过《1923年华人移民法案》（排華法案），完全禁止华人移民，华人自此成为加拿大唯一被拒的族裔。接下来的25年，越来越多的排华法案得到通过，大部分工作不接受华人，因此很多华人开始自己的餐馆和洗衣店生意。在不列颠哥伦比亚省、萨斯喀彻温省和安大略省，华人雇主不允许雇用白人女工，因此大部分华人生意没有外族裔参与。
一些加拿大华人在铁路修建好后在加拿大定居，但由于政府严格的限制和沉重的徵费，他们无法将自己的家庭带到加拿大，甚至他们与非华人的接触也有官方和民间的各种限制，这使得一大批唐人街和华人社区在很多城市的不良地区建立起来。
1930年代起的大萧条时期，华人的生活比其它加拿大人的生活要困难得多。在艾伯塔省，加拿大华人领到的救济金金额不到其它加拿大人的一半。由于排华法案禁止来自中国的新移民，很多华人男性没有妻子儿女在身边，被迫独立面对一切困难。1931年的人口普查显示加拿大华人的男女比例为12.4:1。为了抗议排华法案，加拿大华人每年都会在7月1日加拿大自治領日时关闭店铺，抵制这个被他们称为“羞辱日”的节日。
截至2017年，定居在加拿大的台灣人估計約26萬人；在台灣的加拿大人（含雙重國籍）則約6萬人。臺灣人移民加拿大與美國相比則晚得多，是於1980年代才開始蓬勃發展。移民者多以高經濟、高知識水平者，故多聚集在溫哥華、多伦多、卡加利等城市的郊外高級住宅區。

### 學術
兩國定期召開雙邊高等教育會議。加拿大政府每年提供台灣學者「加拿大研究獎助金」；2004年起，中華民國政府則開辦「臺灣獎學金」及「華語文獎學金」給予加拿大學生赴台研習。中華民國教育部與多所加拿大大學簽署設立「臺灣研究講座」協議。截至2012年，加拿大68所大學與台灣50所大學共簽署148項學術合作協議。截至2017年，加拿大在台灣的留學生約600餘人；台灣在加拿大的留學生約3,000人。
2017年10月，中華民國科技部長陳良基率團前往加拿大，參與和加拿大國家研究院共同舉辦的「臺加科技合作20周年慶祝活動」及「醫療器材物聯網應用雙邊研討會」開幕儀式。

### 觀光
台灣人每年前往加拿大從事觀光、商務考察、探親及留學等各種活動約7萬人次；根據中華民國交通部觀光局統計，2017年加拿大赴台旅客則超過11萬人次。

### 援助
1938年，加拿大人白求恩率领医疗队到中国的抗日戰爭前线，最終在中國境內去世。
2020年4月，對於2019冠状病毒病疫情在全球擴散，中華民國外交部提供加拿大政府40萬片口罩，另提供疫情嚴重的3省10萬片口罩。加拿大駐台北貿易辦事處表示感謝，強調「台灣慷慨捐助有助於挽救生命」。5月，加拿大外交部長商鵬飛只強調「感謝各國提供加拿大醫療物資」，未提到「台灣」，總理杜魯道則表示「我很樂於感謝台灣的慷慨捐助」，小型企業、出口推廣暨國際貿易部長伍鳳儀與中華民國經濟部長沈榮津通話，重申加拿大感謝台灣捐助口罩共同對抗疫情。

## 司法

### 犯罪事件
2016年12月，中華民國高雄市警察局破獲專騙海外華裔女子的詐騙集團，逮捕1名主嫌與6名同夥。已知有23人被騙，其中有5人是來自中華人民共和國的加拿大華裔，且都是在微信接受交友邀請而誤入陷阱。由於詐騙案發生地點在台灣，因此受騙女子並未向加拿大警方報案，台灣警方已聯絡到5名受騙女子當中的4人，但只有1人同意前往台灣作證，有的是怕中國大陸的父母擔心，有的則是怕目前交往的另一半知道自己曾誤入桃色陷阱。

## 協定
| 日期           | 簽署 | 備註             |
| -------------- | --- | ---------------- |
| 1935年3月30日  | 《中加領事官等用品相互免稅辦法換文》 |                  |
| 1944年3月22日  | 《中加關於加拿大依照一九四三年加拿大戰爭撥款（聯合國互助）法案以加拿大戰爭供應品供給中國所適用之原則之協定》                                       |                  |
| 1944年4月14日  | 《中加為廢除在中國治外法權及處理有關事件條約》 |                  |
| 1946年2月7日   | 《中加財政協定》 | [ 註 10 ]        |
| 1946年9月26日  | 《中加通商暫行辦法換文》 |                  |
| 1965年11月4日  | 《中華民國政府與加拿大政府關於商定一九六五至六六年度棉紡織品及球鞋貿易限額之換函》                                                                 |                  |
| 1966年5月27日  | 《中加商定一九六七至六八年度棉紡織品貿易限額之換函》                                                                                               |                  |
| 1969年11月7日  | 《中加關於一九六九至七○年度棉紡織品貿易限額之換函》                                                                                                |                  |
| 1990年10月22日 | 《（中華民國外交部）北美司與加拿大駐台北貿易辦事處間關於開設直接空運服務事務換文》                                                                 |                  |
| 1994年11月10日 | 《中華民國－台灣與加拿大間貨品暫准通關證由中華民國對外貿易發展協會與加拿大商業總會分別為中加之保證機構所締結之執行議定書》                         | [ 註 11 ]        |
| 1994年12月12日 | 《台北農業委員會與加拿大駐台北貿易辦事處間農業合作備忘錄》                                                                                         |                  |
| 1995年4月15日  | 《中華民國交通部電信總局電信研究所與加拿大北方貝爾研究公司間技術合作協定》                                                                         |                  |
| 1996年7月8日   | 《臺北外交部北美司與加拿大駐臺北貿易辦事處間環境合作瞭解備忘錄》                                                                                   |                  |
| 1996年10月     | 《國立臺灣師範大學與亞伯達大學學術合作協議》 | [ 62 ]           |
| 1997年10月2日  | 《駐加拿大台北經濟文化代表處與加拿大駐臺北貿易辦事處間（科學技術合作）瞭解備忘錄》                                                                 | [ 註 12 ]        |
| 1998年1月19日  | 《臺北交通部與加拿大駐臺北貿易辦事處間海事體系技術合作計畫瞭解備忘錄》                                                                             | [ 註 13 ]        |
| 1998年1月21日  | 《台加電信及資訊科技合作瞭解備忘錄》 | [ 註 14 ]        |
| 1998年5月15日  | 《中加（拿大）國際快捷郵件服務瞭解備忘錄》 |                  |
| 1998年11月     | 《國立臺灣大學與多倫多大學學術合作協議》 《國立清華大學與多倫多大學學術合作協議》                                                                  | [ 63 ]           |
| 1998年12月14日 | 《中加（拿大）有關臺灣若干紡織品輸入加拿大之意願聲明延期換函》                                                                                     |                  |
| 1998年12月20日 | 《行政院原住民事務委員會與加拿大駐臺北貿易辦事處有關原住民事務合作瞭解備忘錄》                                                                     | [ 註 15 ]        |
| 1999年6月15日  | 《台加飛航安全合作計劃瞭解備忘錄》 |                  |
| 2001年9月17日  | 《台加地震工程備忘錄》 《台加電磁相容性檢驗相互承認協定換函》                                                                                      | [ 註 16 ]        |
| 2003年5月12日  | 《臺灣與加拿大雙方郵政總局國際快捷郵件瞭解備忘錄及其施行細則》                                                                                     |                  |
| 2004年1月      | 《亞伯達省艾德蒙頓市與台北市貿易城市宣言》 《亞伯達省艾德蒙頓市與台中市貿易城市宣言》 《亞伯達省艾德蒙頓市與高雄市貿易城市宣言》                   | [ 70 ]           |
| 2004年5月14日  | 《教育部國際文教處與加拿大駐臺北貿易辦事處間教育合作備忘錄》                                                                                       | [ 註 17 ]        |
| 2005年4月11日  | 《農業委員會於臺北與加拿大駐臺北貿易辦事處農業及農糧科學合作綱領》                                                                                 | [ 註 18 ]        |
| 2006年11月16日 | 《駐加拿大臺北經濟文化代表處與加拿大工業部防制濫發電子郵件政策及策略合作瞭解備忘錄》                                                               |                  |
| 2007年3月28日  | 《國家通訊傳播委員會與加拿大駐台北貿易辦事處為執行亞太經濟合作（APEC）電信設備符合性評鑑相互承認協議第2階段程序換函》                              |                  |
| 2008年9月15日  | 《加拿大金融機構監理總署及駐加拿大台北經濟文化代表處間關於相互合作之瞭解備忘錄》                                                                   |                  |
| 2009年         | 《行政院國家科學委員會與英屬哥倫比亞大學瞭解意願書》 《行政院國家科學委員會與滑鐵盧大學瞭解意願書》 《行政院國家科學委員會與多倫多大學瞭解意願書》 | [ 110 ]          |
| 2009年6月22日  | 《臺加競爭法適用瞭解備忘錄》 |                  |
| 2010年         | 《台加技術合作人員訓練計畫備忘錄》 《台加中小企業合作備忘錄》 《行政院國家科學委員會與泰瑞法克斯研究院瞭解意願書》                                 | [ 67 ]           |
| 2010年4月15日  | 《台加青年交流瞭解備忘錄》 |                  |
| 2010年12月6日  | 《臺加通訊科技合作方案瞭解備忘錄》 | [ 註 19 ]        |
| 2011年4月11日  | 《台加花卉貿易合作備忘錄》 |                  |
| 2011年6月      | 《中華民國教育部與多倫多大學設立台灣研究講座協議》                                                                                                 | [ 79 ]           |
| 2011年9月      | 《中華民國教育部與渥太華大學設立台灣研究講座協議》                                                                                                 | [ 79 ]           |
| 2011年11月1日  | 《臺加暑期研究生研習合作瞭解備忘錄》 |                  |
| 2012年4月16日  | 《臺加關務合作協議》 |                  |
| 2013年4月22日  | 《台加數位內容合作備忘錄》 |                  |
| 2013年11月18日 | 《臺加航權協議》 | [ 111 ]          |
| 2014年1月29日  | 《台加牛肉協議》 | [ 註 20 ]        |
| 2014年6月5日   | 《中華民國法務部調查局洗錢防制處與加拿大金融交易及報告分析中心關於涉及洗錢及資助恐怖分子之情資交換合作瞭解備忘錄》                                 |                  |
| 2014年12月1日  | 《台加衛生研究合作瞭解備忘錄》 | [ 11 ] [ 註 21 ] |
| 2015年4月      | 《國立成功大學與渥太華大學合作備忘錄》 | [ 80 ]           |
| 2015年8月14日  | 《臺加醫療器材合作備忘錄》 |                  |
| 2015年10月27日 | 《駐溫哥華台北經濟文化辦事處與西門菲沙大學臺灣研究講座合作瞭解備忘錄》                                                                             | [ 113 ]          |
| 2016年1月13日  | 《台加避免所得稅雙重課稅及防杜逃稅協議》 |                  |
| 2018年1月31日  | 《臺加專利審查高速公路瞭解備忘錄》 | [ 註 22 ]        |
| 2018年12月12日 | 《臺加木構造建築備忘錄》 |                  |
| 2020年5月27日  | 《臺加有機同等性相互承認協議》 |                  |
| 2020年6月      | 《臺加金融科技合作協議》 |                  |
| 2020年12月9日  | 《臺加运输安全合作瞭解備忘錄》 |                  |
| 2023年12月6日  | 《臺加供應鏈韌性合作架構》 |                  |
| 2023年12月22日 | 《臺加投資促進及保障協議》 | [ 96 ]           |
| 2025年8月11日  | 《臺加暗船偵知系統瞭解備忘錄》 | [ 註 23 ]        |

## 簽證

持中華民國護照的中華民國國民簽證要求分布圖：入境加拿大可以免簽證。

持加拿大護照的加拿大國民簽證要求分布圖：入境中華民國可以免簽證。

持有載明身分證字號，並且在臺北外交部核發的中華民國護照（駐外館處核發則不適用）之中華民國國民可先上網申請電子旅行授權許可證（Electronic Travel Authorization，eTA），核准後，可以非工作性質的免簽證入境加拿大停留最多6個月。經加拿大轉機，亦須申請eTA。
持有加拿大護照的加拿大國民也可以免簽證的方式入境中華民國，停留最多90天，可申請再延期90天。
此外，兩國每年皆提供特定名額的18－35歲青年為期1年的度假打工簽證（必須未曾參與加拿大IEC計畫或取得中華民國青年交流停留簽證）。

## 交通

### 航空
受到2003年全球金融海嘯影響，退出台灣市場的加拿大航空，於2017年6月9日復航台北－溫哥華直飛航線，以波音787-9客機每周7天執飛。
雙邊航班來往的城市如下（截至2023年7月2日）：

#### 客運
| 中華民國 | 加拿大（按照都會區人口排列）                                |
| -------- | ----------------------------------------------------------- |
| 臺北     | 多倫多（長榮航空） 溫哥華（中華航空、長榮航空、加拿大航空） |

### 駕車
中華民國與加拿大同意免試相互承認駕駛執照，持有中華民國國際駕駛執照可在加拿大駕車約3個月。居住於安大略省並持有中華民國核發的駕駛執照且經由駐加拿大台北經濟文化代表處驗證，可向該省申請免試換發同等車類的加拿大駕駛執照。

## 外部連結
| - 中華民國外交部－加拿大簡介 （页面存档备份，存于） - 駐加拿大台北經濟文化代表處（Facebook、Twitter、科技組） - 駐多倫多辦事處（Facebook、Twitter 、華僑文教服務中心） - 駐溫哥華辦事處（Facebook、Twitter、僑務組） - 駐蒙特婁辦事處（Facebook） - 外交部領事事務局－國外旅遊警示分級表 - 中華民國衛生福利部－國際旅遊疫情建議等級 - 中華民國國際經濟合作協會 （页面存档备份，存于） - 溫哥華台灣貿易中心（Facebook） - 多倫多臺灣貿易中心（Facebook、LinkedIn） - 多倫多臺灣商會（Facebook） - 臺灣商會的Facebook專頁 - 亞省臺灣商會的Facebook專頁 - 北美洲臺灣商會聯合總會（Facebook） | - 加拿大駐台北貿易辦事處（Facebook） - 加拿大簽證申請中心（臺灣） - 臺灣加拿大商會（Facebook、Twitter、LinkedIn） - 臺加文化協會（Facebook） |